# Dashi
Dashi (japanisch だし Kanji 出汁) ist ein japanischer Fischsud. Instantprodukte, wie sie auch in Europa in Asia-Läden zu finden sind, haben einen festen Platz in den meisten japanischen Haushalten.
Das Grund-Dashi wird aus Bonitoflocken (Echter Bonito: eine Thunfischart, katsuo) und braunem Seetang (kombu) gewonnen. Die Bonitoflocken (鰹節 katsuobushi) werden je nach Anwendungsgebiet und Region auch durch folgende Zutaten ergänzt oder ersetzt: Thunfischflocken (鮪節 magurobushi), Makrelenflocken (鯖節 sababushi), Heringsflocken (鰯節 nishinbushi), getrocknete Sardinen (煮干し niboshi), getrockneter Fliegender Fisch (あご煮干 agoniboshi, auch zuvor gegrillt als あご焼煮干 agoyakiniboshi), getrocknete Holzmakrelen (鯵煮干 ajiniboshi), getrocknete Baby-Meerbrassen (鯛煮干 tainiboshi).
Dashi dient unter anderem als Grundlage für Suimono und Misosuppe. Während für ersteres als klare Suppe eher frisch zubereitetes Dashi (ichiban dashi) verwendet wird, können bei der trüberen Misosuppe auch die im ersten Herstellungsvorgang verwendeten Zutaten erneut zur Herstellung einer zweiten Charge (niban dashi) verwendet werden.
Vegetarische Varianten bestehen hauptsächlich aus Kombu, werden aber auch oft durch getrocknete Shiitakepilze ergänzt. Weitere Zutaten können getrocknete Streifen vom Kampyō-Kürbis, geröstete Sojabohnen und gerösteter Reis sein, wie sie in der Küche der sich vegetarisch ernährenden Schulen des Buddhismus verbreitet sind.
Im Jahre 1909 beschrieb der japanische Forscher Ikeda Kikunae erstmals den Umami-Geschmack, der über die damals bekannten Wahrnehmungen süß, sauer, bitter und salzig hinaus heute als eine der (nunmehr) fünf Grundgeschmacksrichtungen anerkannt ist. Ikeda war es gelungen, aus dem Seetang, der die Hauptzutat des Dashi darstellt, Glutaminsäure zu isolieren und als den geschmacklich ausschlaggebenden Bestandteil von Dashi zu identifizieren. Erst nach dem Zweiten Weltkrieg fand dieses recht schnell als Geschmacksverstärker bekannte Produkt als Natrium-Salz der Glutaminsäure (Natriumglutamat) Eingang in die europäische Küche.

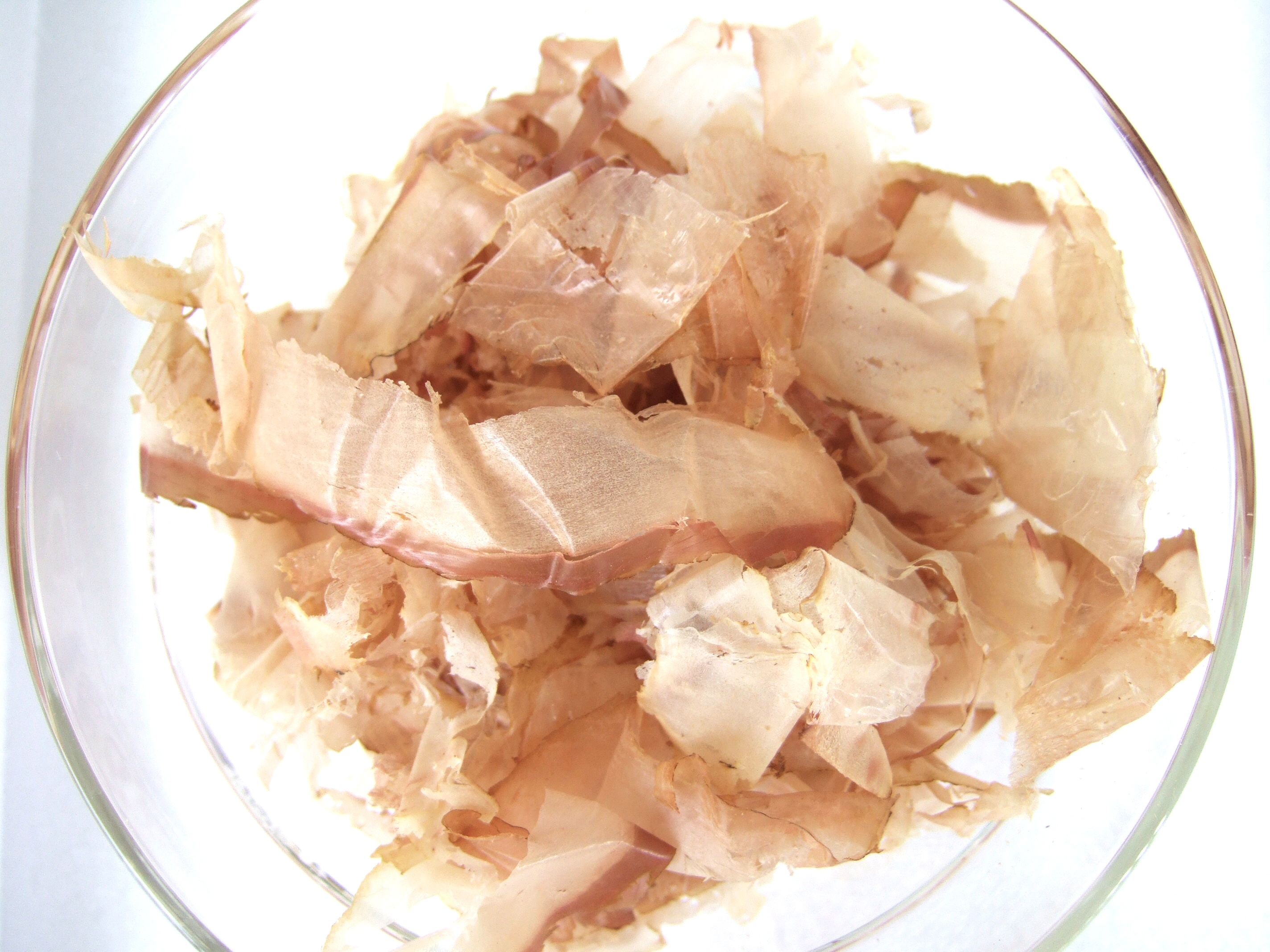
Getrockneter und geräucherter Bonito-Fisch: Katsuobushi
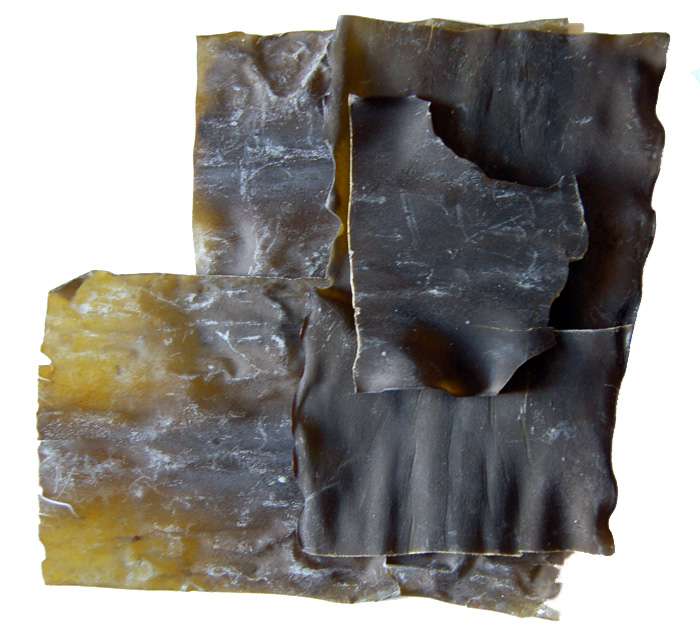
Brauner Seetang: Kombu
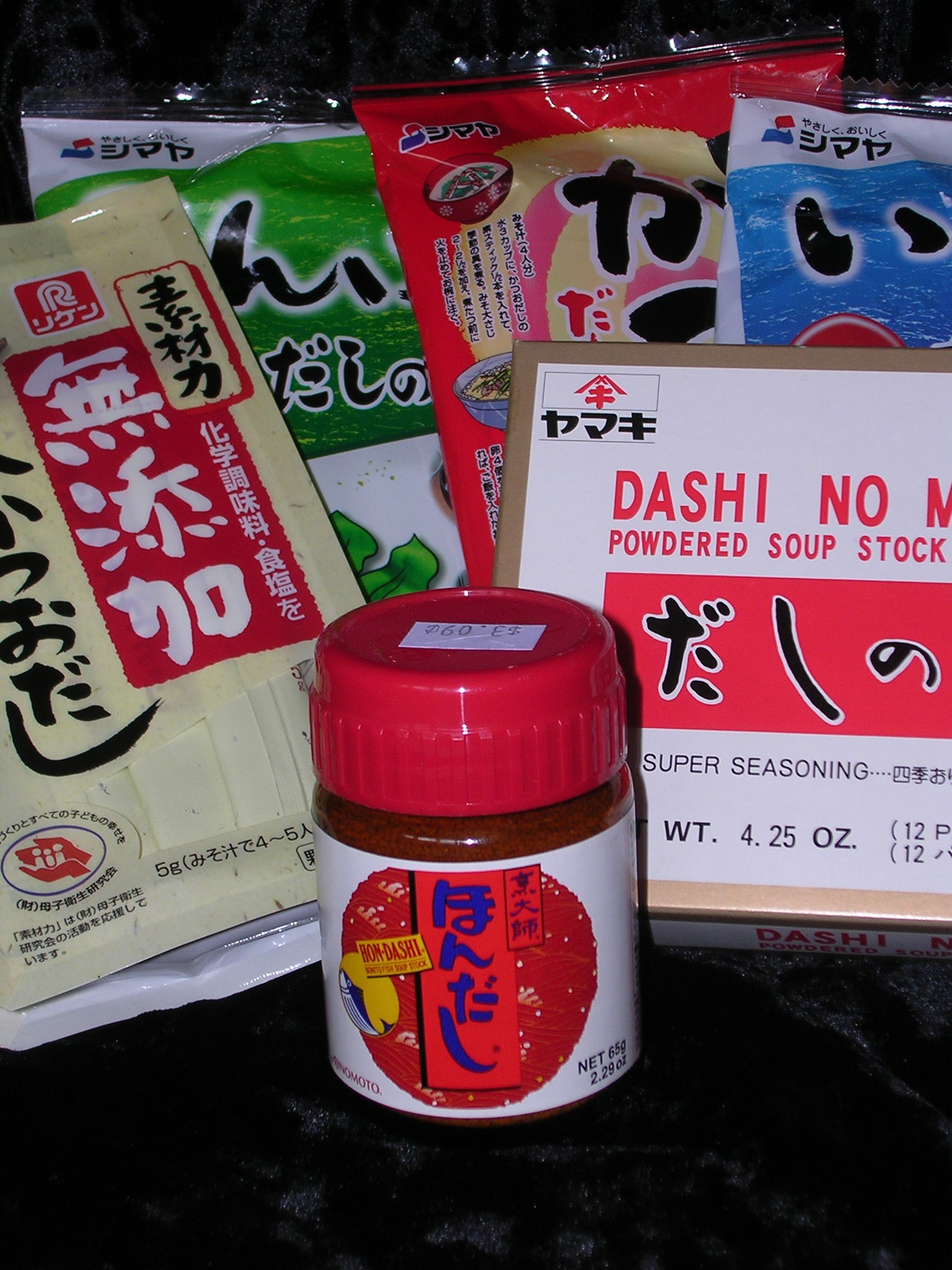
Verschiedene Dashi-Packungen
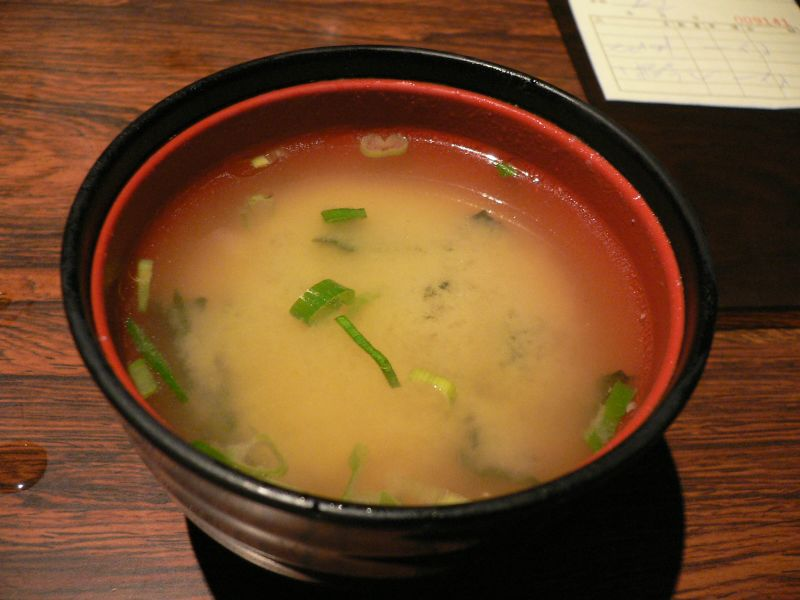
Fertig-Miso-Suppe mit Dashi zubereitet

## Filme
- Dashi, so schmeckt Japan! (Alternativtitel: Le secret des saveurs du Japon.) Dokumentarfilm, Japan, Frankreich, 2014, 43:20 Min., Buch und Regie: Shohei Shibata, Produktion: NHK, Asia Documentary Productions, Point du Jour, arte France, deutsche Erstsendung: 14. August 2014 bei arte, Inhaltsangabe. [Memento vom 4. März 2016 im Internet Archive] von ARD.
- Annamaria Talas: Die geheime Macht des Geschmacks (1/2) – Bedürfnis und Begierde – Dokumentationsfilm aus der Reihe Wissenschaft – Gesundheit und Medizin bei arte.tv, 53 Min.[5] Erstausstrahlung am 31. August 2024.